# NRG Recording Studios
NRG Recording Studios es una instalación de grabación ubicada en North Hollywood, California, que fue creada por el productor y mezclador Jay Baumgardner en 1992.

## Instalaciones
La instalación consta de tres consolas de estudio:
- Consola Studio A: Neve 8068 vintage personalizada construida por Pat Schneider
- Consola Studio B: vintage personalizada Neve 8078
- Consola Studio C: SSL 9000J